# Moulton (Suffolk)
Moulton is een civil parish in het bestuurlijke gebied Forest Heath, in het Engelse graafschap Suffolk met 1033 inwoners.

Pack Horse Bridge